# Fodina pallula
Fodina pallula là một loài bướm đêm trong họ Noctuidae.